# Milíkov (Vacov)
Milíkov je malá vesnice, část obce Vacov v okrese Prachatice v Jihočeském kraji. Nachází se asi tři kilometry severozápadně od Vacova. Je zde evidováno 6 adres. V roce 2011 zde trvale žili dva obyvatelé.
Milíkov leží v katastrálním území Lhota nad Rohanovem o výměře 4,67 km².

## Historie
První písemná zmínka o vesnici pochází z roku 1850. V okolí vesnice se odehrává povídka Karla Klostermanna Mrtví se nevracejí.

## Obyvatelstvo
| Rok            | 1869 | 1880 | 1890 | 1900 | 1910 | 1921 | 1930 | 1950 | 1961 | 1970 | 1980 | 1991 | 2001 | 2011 | 2021 |
| -------------- | ---- | ---- | ---- | ---- | ---- | ---- | ---- | ---- | ---- | ---- | ---- | ---- | ---- | ---- | ---- |
| Počet obyvatel | 43   | 53   | 68   | 66   | 60   | 48   | 50   | 20   | 19   | 11   | 6    | 2    | 2    | 2    | 7    |
| Počet domů     | 6    | 8    | 8    | 8    | 7    | 8    | 8    | 7    | 7    | 5    | 3    | 6    | 6    | 6    | 7    |

## Obecní správa
Při sčítání lidu v letech 1900–1920 Milíkov byl osadou obce Vlkonice v okrese Strakonice. V letech 1921–1971 byl osadou obce Lhota nad Rohanovem, se kterým patřil nejprve do okresu Strakonice, ale v roce 1950 v okrese Vimperk a od roku 1960 v okrese Prachatice. Od 26. listopadu 1971 je částí obce Vacov v okrese Prachatice, kdy se konaly obecní volby.